# Skjern Håndbold
Skjern Håndbold är en handbollsklubb från Skjern i Danmark, grundad den 1 april 1992. Laget spelar sina hemmamatcher på Skjern Bank Arena.

## Spelartrupp 2022/23
| Nr | Land                    | Pos | Namn                   |
| -- | ----------------------- | --- | ---------------------- |
| 1  | Danmark                 | MV  | Christoffer Bonde      |
| 12 | Norge                   | MV  | Robin Paulsen Haug     |
| 5  | Danmark                 | H9  | Oliver Norlyk          |
| 7  | Bosnien och Hercegovina | M6  | Senjamin Burić         |
| 9  | Norge                   | V9  | Simen Holand Pettersen |
| 10 | Island                  | M6  | Sveinn Jóhannsson      |
| 14 | Danmark                 | M6  | Emil Bergholt          |
| 15 | Danmark                 | M9  | Lasse Mikkelsen        |

| Nr | Land    | Pos | Namn                  |
| -- | ------- | --- | --------------------- |
| 17 | Danmark | H6  | Mikkel Lang Rasmussen |
| 18 | Sverige | V9  | Alfred Jönsson        |
| 19 | Danmark | V6  | Lasse Uth             |
| 21 | Danmark | H6  | René Rasmussen        |
| 23 | Danmark | V6  | Jørgen Rasmussen      |
| 25 | Norge   | H9  | Eivind Tangen         |
| 60 | Danmark | M9  | Jakob Rasmussen       |
| 76 | Danmark | V9  | Tobias Mygind         |